# 君沢郡
- 令制国一覧 > 東海道 > 伊豆国 > 君沢郡
- 日本 > 中部地方 > 静岡県 > 君沢郡

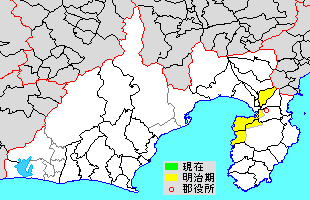
静岡県君沢郡の範囲

君沢郡（きみさわぐん・くんたくぐん）はかつて静岡県（伊豆国）にあった郡。

## 郡域
1879年（明治12年）に行政区画として発足した当時の郡域は、現在の行政区画では概ね以下の区域にあたる。
- 三島市の大部分（山中新田を除く）
- 沼津市の一部（内浦重寺以南）
- 伊豆の国市の一部（神島を除く狩野川以西）
- 伊豆市の一部（瓜生野、熊坂、堀切、大沢、修善寺、小土肥、土肥、八木沢、小下田）

## 歴史
延喜式では、伊豆国は賀茂郡、那賀郡、田方郡の3郡からなるとされ、君沢郡の名はなく、文禄から元禄のころの検地帳に初めて見ることができる。田方郡の一部を裂いて作られた郡であり、郡名は南北朝期にできた郷である田方郡郡宅郷を由来とし、元は「くんたく」と読んだ。
寛文年間に一時期、田方郡および那賀郡に戻されたが、元禄14年（1701年）に郡域が確定した。江戸時代のはじめ、君沢郡の大半が幕府領で三島代官所の支配だったが、元禄11年（1698年）の地方直しで多くの村が旗本領になった。宝暦8年（1758年）、三島代官所が韮山代官所に統合され、君沢郡は韮山代官所の管轄に入る。「天保郷帳」によると郡高22904石余。「旧高旧領取調帳」では郡高22934石余。

### 近代以降の沿革
- 「旧高旧領取調帳」に記載されている明治初年時点での支配は以下の通り。●は村内に寺社領が、○は寺社等の除地（領主から年貢免除の特権を与えられた土地）が存在。幕府領は韮山代官所が管轄。（1宿69村）

- 1868年（慶応4年）
  - 5月24日 - 徳川宗家が駿河府中藩に転封。それにともない遠江・駿河・伊豆国内で領地替えが行われ、郡内の荻野山中藩領が消滅。
  - 6月 - 小田原藩が戊辰戦争後の処分により減封。郡内の領地が消滅。
  - 6月29日 - 新政府が韮山代官所に韮山県を設置。幕府領・旗本領を管轄。
  - 7月13日 - 沼津藩が上総国菊間藩に転封。
  - 以上の変更により、全域が韮山県の管轄となる。
- 1871年（明治4年）11月14日 - 第1次府県統合により全域が足柄県の管轄となる。
- 1876年（明治9年）4月18日 - 第2次府県統合により全域が静岡県の管轄となる。
- 明治初年 - 三島宮新田が三島宿に編入。（1宿68村）
- 1874年（明治7年） - 上修善寺村・下修善寺村が合併して修善寺村となる。（1宿67村）
- 1876年（明治9年） - 妙法華寺の上知により玉沢村が起立。（1宿68村）
- 1877年（明治10年） - 社家村が三島宿に編入。（1宿67村）
- 1879年（明治12年）3月12日 - 郡区町村編制法の静岡県での施行により行政区画としての君沢郡が発足。「田方君沢郡役所」が田方郡韮山町に設置され、田方郡とともに管轄。
- 1882年（明治15年） - 下松本村・上松本村が合併して松本村となる。（1宿66村）

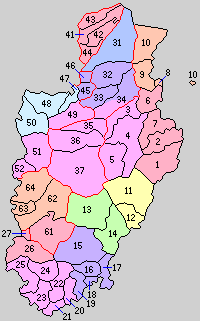
41.三島町 42.錦田村 43.北上村 44.中郷村 45.川西村 46.江間村 47.内浦村 48.西浦村 49.修善寺村 50.戸田村 51.土肥村 52.西豆村（赤：三島市 紫：伊豆の国市 桃：伊豆市 水色：沼津市。1 - 27は賀茂郡 30 - 37は田方郡 61 - 64は那賀郡）

- 1889年（明治22年）4月1日 - 町村制の施行により、以下の町村が発足。（1町11村）
  - 三島町（三島宿が単独町制、現・三島市）
  - 錦田村 ← 谷田村、川原ヶ谷村、塚原新田、市山新田、三ツ谷新田、笹原新田、山中新田［大部分］、玉沢村、竹倉村、中村（現・三島市）
  - 北上村 ← 徳倉村、幸原村、佐野村、壱町田村、沢地村（現・三島市）
  - 中郷村 ← 梅名村、多呂村、北沢村、中島村、八反畑村、鶴喰村、新谷村、青木村、玉川村、堀之内村、平田村、松本村、長伏村、御園村、安久村、大場村（現・三島市）
  - 川西村 ← 古奈村、墹ノ上村、花坂村、長瀬村、小坂村、天野村、長岡村、戸沢村（現・伊豆の国市）
  - 江間村 ← 南江間村、北江間村（現・伊豆の国市）
  - 内浦村 ← 三津村、小海村、重寺村、長浜村、重須村（現・沼津市）
  - 西浦村 ← 古宇村、平沢村、久連村、木負村、河内村、立保村、足保村、久料村、江梨村（現・沼津市）
  - 修善寺村 ← 修善寺村、大沢村、熊坂村、堀切村、瓜生野村（現・伊豆市）
  - 戸田村 ← 戸田村、井田村（現・沼津市）
  - 土肥村 ← 土肥村、小土肥村（現・伊豆市）
  - 西豆村 ← 八木沢村、小下田村（現・伊豆市）
  - 山中新田の一部が田方郡函南村の一部となる。
- 1896年（明治29年）4月1日 - 郡制の施行のため、田方郡・君沢郡および賀茂郡の一部の区域をもって、改めて田方郡を設置。同日君沢郡廃止。

## 行政
田方・君沢郡長
| 代 | 氏名 | 就任年月日                | 退任年月日                | 備考                                             |
| -- | ---- | ------------------------- | ------------------------- | ------------------------------------------------ |
| 1  |      | 明治12年（1879年）3月12日 |                           |                                                  |
|    |      |                           | 明治29年（1896年）3月31日 | 田方郡および賀茂郡の一部との合併により君沢郡廃止 |